# Joy Air

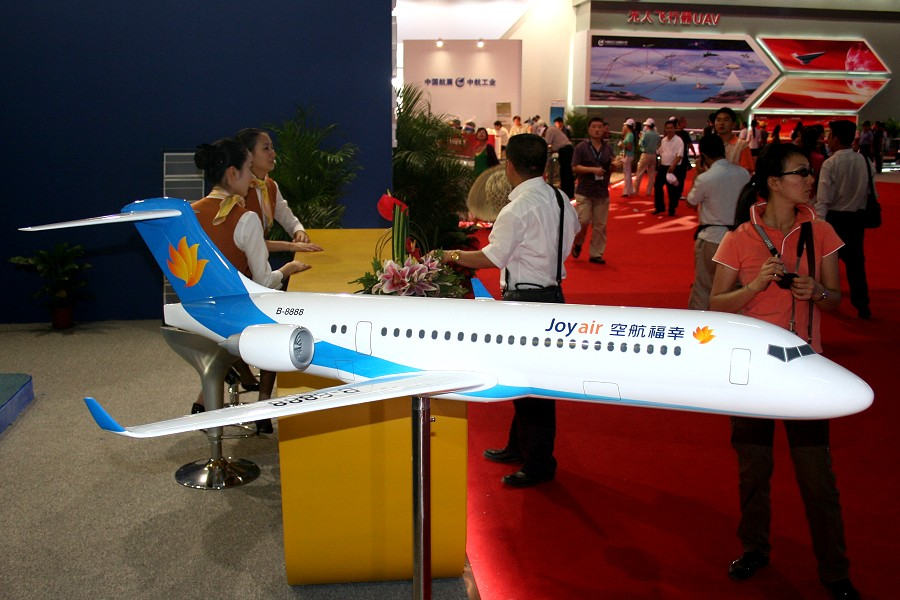
Modelo de un ARJ-21 de Joy Air.

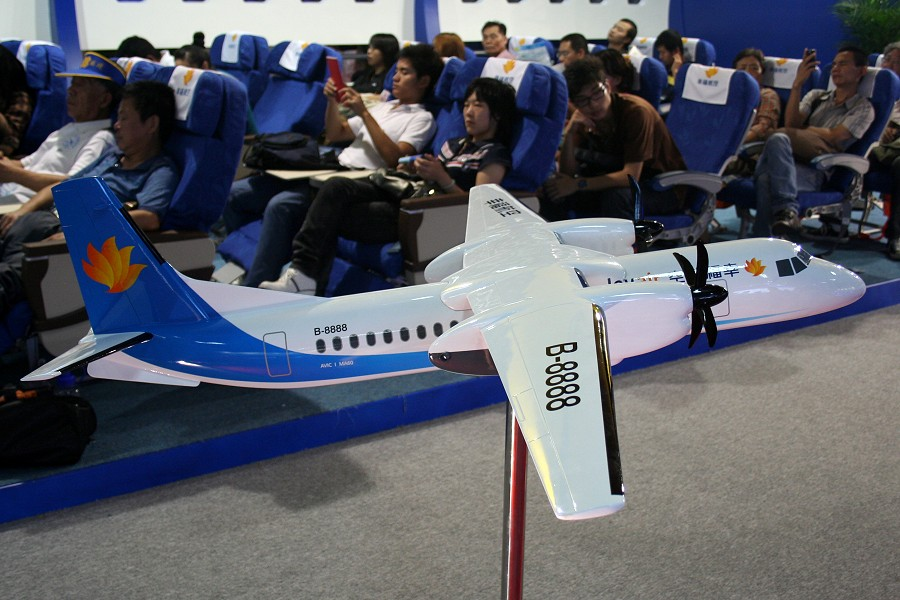
Modelo de un MA-60 de Joy Air.

Joy Air fue una aerolínea china nacida fruto de la colaboración entre China Eastern Airlines y AVIC I el 29 de marzo de 2008 con base en Xi'an. La aerolínea inició sus pruebas de servicio en junio de 2009 y con la intención de comenzar a operar a finales de 2009. Cesó sus operaciones el 27 de abril de 2025.

## Historia
La aerolínea comenzó a operar el 1 de junio de 2009 con una flota de tres MA-60 turbohélice. La aerolínea  centra su mercado en el mercado chino. La mayoría de acciones de la compañía están en manos de China Eastern Airlines. AVIC Group posee el resto. La aerolínea espera poner vuelos desde Xi'an y operar en todo el noroeste de China. China Eastern está pensando vender la mayoría de acciones para contar con capital para la compañía. Joy Air espera poseer cincuente ACAC ARJ 21 y cincuenta MA-60 en ocho años.

## Flota
La flota de Joy Air incluyó las siguientes aeronaves, con una edad media de 6.6 años (a agosto de 2021)